# ستيف بريدغز
ستيف بريدغز (بالإنجليزية: Steve Bridges)‏ هو إنتحال شخصية وممثل أمريكي، ولد في 22 مايو 1963 في دالاس في الولايات المتحدة، وتوفي في 3 مارس 2012 في مقاطعة لوس أنجلوس في الولايات المتحدة بسبب صدمة الحساسية.

## وصلات خارجية
- الموقع الرسمي
- ستيف بريدغز على موقع IMDb (الإنجليزية)
- ستيف بريدغز على موقع أول موفي (الإنجليزية)
- ستيف بريدغز على موقع قاعدة بيانات الفيلم (الإنجليزية)
- ستيف بريدغز على موقع كينوبويسك (الروسية)